# Odile Defraye
Odiel Defraeye, dit Odile Defraye, est un coureur cycliste belge, né le 14 juillet 1888 à Rumbeke (Belgique) et mort le 21 août 1965 à Bierges. Professionnel de 1909 à 1914 puis de 1919 à 1924, il est le premier cycliste belge à remporter le Tour de France, en 1912. Il enlève trois étapes à l'occasion de ce Tour de France. Il a également gagné le championnat de Belgique en 1911, le Tour de Belgique en 1912 et Milan-San Remo en 1913.

## Biographie
Coureur amateur en 1908, Odile Defraye remporte le Tour des Flandres amateurs. Il devient professionnel l'année suivante dans l'équipe La Française. Il est deuxième du Championnat des Flandres et 14e de Paris-Roubaix. Il participe à son premier Tour de France, qu'il abandonne dès la deuxième étape.
En 1910, il court en individuel. Il gagne cette année-là le Championnat des Flandres. En 1911, il remporte le championnat de Belgique sur route et se classe sixième du Tour de Belgique. Inscrit au Tour de France, il est forfait avant la course.
Au printemps 1912, Odile Defraye termine cinquième de Paris-Roubaix, puis remporte le Tour de Belgique, et y glane 4 victoires d'étapes, dont une en lâchant Henri Pélissier dans une côte. Présent sur cette course, Alphonse Baugé le recrute dans l'équipe Alcyon qu'il dirige. Defraye est engagé sur le Tour de France par Alcyon pour aider le tenant du titre Gustave Garrigou, bien que cela soit contraire au règlement de la course qui stipule que le Tour est une course individuelle. Le Tour accueille alors pour la première fois un grand nombre de coureurs belges. Lors de la première étape, plusieurs coureurs de premier plan, dont Garrigou, sont retardés par des crevaisons causées par des clous disposés sur la chaussée. Baugé demande à Defraye d'accompagner Garrigou, puis se rendant compte qu'il est le plus fort des deux, le laisse poursuivre seul. Il remporte la deuxième étape à Longwy, et accède à la première place du classement général, alors établi par points, le lendemain à Belfort. Percuté par un chien dans la descente du col des Aravis, il est près d'abandonner. Il gagne deux autres étapes, à Marseille puis à Luchon, après être passé en tête des cols du Portet-d'Aspet et des Ares. L'équipe La Française d'Octave Lapize quitte la course, protestant contre la collaboration entre coureurs d'Alcyon et coureurs belges au service de Defraye. Celui-ci remporte ce Tour de France avec 49 points, devant le Français Eugène Christophe, vainqueur de trois étapes comme lui, et qui compte 108 points. Il est le premier vainqueur Belge du Tour de France et ouvre une série de sept victoires consécutives des coureurs belges,.
En 1913, Odile Defraye ajoute à son palmarès la classique italienne Milan-San Remo. Lors du Tour de France, il est en tête du classement général aux points après la deuxième étape, à égalité avec Jules Masselis, Alfons Lauwers et Marcel Buysse, puis seul à partir du lendemain et jusqu'à la sixième étape, lors de laquelle il abandonne.
Vainqueur d'étape du Tour de Belgique en 1914, il abandonne à nouveau pendant le Tour de France.
Les compétitions cyclistes sont suspendues pendant la Première Guerre mondiale. La carrière d'Odile Defraye reprend en 1919, en individuel. Ses participations au Tour en 1919 et 1920 se terminent sur abandon. Il gagne en 1921 une étape du Tour de Belgique, dont il prend la sixième place finale. Il participe une dernière fois au Tour de France en 1924, en tant que coureur de deuxième catégorie, et abandonne à nouveau, lors de la sixième étape.

## Palmarès

### Palmarès année par année
- 1908
  - Tour des Flandres amateurs
- 1909
  - 2e du Championnat des Flandres
- 1910
  - Championnat des Flandres
- 1911
  -  Champion de Belgique sur route
- 1912
  - Tour de France :
    - Classement général
    - 2e, 7e et 9e étapes

  - Tour de Belgique : 
    - Classement général
    - 2e, 3e, 6e et 7e étapes

  - 3e de l'Étoile Carolorégienne
  - 5e de Paris-Roubaix
- 1913
  - Milan-San Remo
- 1914
  - 6e étape du Tour de Belgique
- 1921
  - 6e étape du Tour de Belgique

### Résultats sur le Tour de France
7 participations
- 1909 : abandon (2e étape)
- 1912 : Vainqueur du classement général et des 2e, 7e et 9e étapes, leader pendant 13 jours
- 1913 : abandon (6e étape), leader pendant 4 jours
- 1914 : abandon (10e étape)
- 1919 : abandon (4e étape)
- 1920 : abandon (3e étape)
- 1924 : abandon (6e étape)